# Sudatorij
U arhitekturi, sudatorij je nadsvođena prostorija za znojenje (sudor, "znoj") ili parna kupelj (latinski: sudationes, para) rimskih kupelji ili termi. Rimski arhitektonski pisac Vitruvije (r. 2) naziva ga concamerata sudatio. Slično je lakonikumu, ili kupelji sa suhom toplinom, s dodatkom vode za proizvodnju pare.
Da bi se dobila potrebna velika toplina, cijeli je zid bio obložen vertikalnim dimovodnim cijevima od terakote pravokutnog presjeka, postavljenim jedna uz drugu, kroz koje je vrući zrak i dim iz suspenzure prolazio do izlaza u krovu.
Kada su Arapi i Turci osvojili Istočno Rimsko Carstvo, usvojili su i razvili ovu značajku u svojim kupkama ili hamamima.